# کلریج (نبراسکا)
کُـلریج (به انگلیسی: Coleridge) شهری در ایالت نبراسکا کشور ایالات متحده آمریکا است که جمعیت آن در سرشماری سال ۲۰۱۰ میلادی، ۴۷۳ نفر بوده‌است.